# Grijile căpitanului Kirk
„Grijile căpitanului Kirk” (titlu original: „More Tribbles, More Troubles”) este al 5-lea episod din primul sezon al serialului TV american științifico-fantastic Star Trek: Seria animată. A avut premiera la 6 octombrie 1973 pe canalul NBC.
Episodul a fost regizat de Hal Sutherland după un scenariu de David Gerrold.

## Rezumat
În timp ce escortează două nave robotice de marfă care transportă quintotriticale (semințele unei noi plante agricole) către Planeta lui Sherman unde domnește foametea; USS Enterprise întâlnește un Interceptor Klingonian care urmărește o navă cercetaș a Federației. Când Enterprise salvează pilotul, Klingonienii atacă cu o armă energetică nouă și cer ca pilotul să le fie predat imediat.
Pilotul se dovedește a fi Cyrano Jones, un comerciant intergalactic bine cunoscut lui Kirk și echipajului din „Animăluțe de companie” („The Trouble With Tribbles”). Klingonienii doresc cu disperare să-l prindă pe Jones pentru că acesta a furat un glommer, un animal Klingonian. Kirk își exprimă simpatia pentru soarta Klingonienilor, dar refuză să-l predea pe Jones, deoarece acesta este un cetățean al Federației. 